# Спанга
Спанга (нід. Spanga) — село в нідерландській провінції Фрисландія. Входить до муніципалітету Вестстеллінгверф.
Його площа становить 10,05км², а населення станом на 2021 рік складало 235 осіб.
Перша згадка про населений пункт датується 1320-им роком.

## Галерея

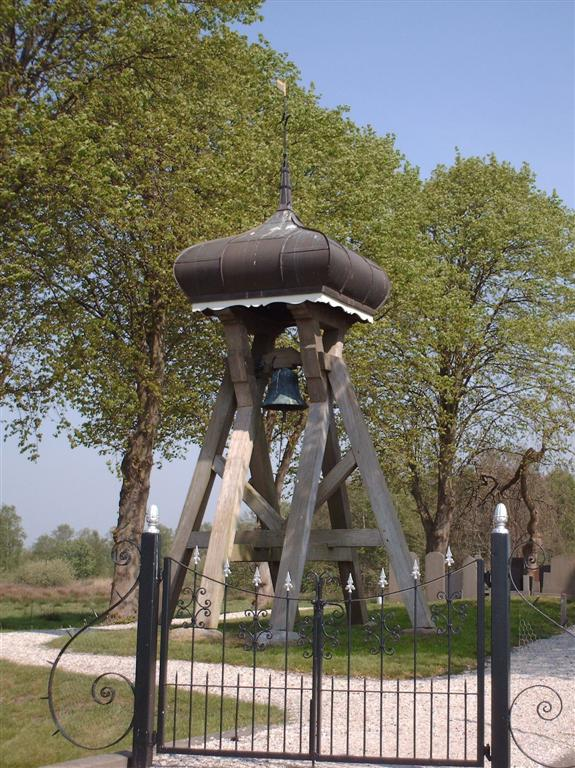
Дзвіниця